# Agni-P
Agni-P o Agni-Prime (Agni "Fuego") es un misil balístico de alcance medio desarrollado por la Organización de Investigación y Desarrollo de Defensa (DRDO) de la India como sucesor de los misiles Agni-I y Agni-II en el servicio operativo del Comando de Fuerzas Estratégicas. Tiene mejoras significativas en forma de carcasa de motor compuesto, vehículo de reentrada maniobrable (MaRV) junto con propulsores, sistemas de navegación y guía mejorados.
Agni-P es un MRBM de dos etapas, de superficie a superficie, móvil en carretera y de combustible sólido que se transporta en un camión y se lanza a través de un recipiente. Es un misil balístico con sistema dual redundante de navegación y guía. Es el sexto misil de la serie de misiles balísticos Agni.